# وينستون براينت
وينستون براينت (بالإنجليزية: Winston Bryant)‏ هو محامي وسياسي أمريكي، ولد في 3 أكتوبر 1938 في مالفيرن في الولايات المتحدة. حزبياً، نشط في الحزب الديمقراطي. وقد انتخب عضو مجلس نواب أركنساس.